# Марклунд, Петра
Пе́тра Линне́я Па́ула Ма́рклунд (швед. Petra Linnea Paula Marklund; 12 сентября 1984, Стокгольм, Швеция), также известна как September — шведская певица, композитор, автор песен, музыкальный продюсер и телеведущая. Под именем September в 2003 году вышел дебютный сингл «La La La (Never Give It Up)», который вошёл в первый альбом под названием September, выпущенный в 2004 году.
В 2005 году вышел второй альбом September In Orbit, синглы «Satellites» и «Cry For You» стали международными хитами. September стала первым шведским артистом в США (со времен Ace of Base), продажи песни у которого превысили свыше 500 тыс. копий, такой результат у сингла «Cry For You», которому был присвоен золотой статус.
В 2007 году выходит третий альбом Dancing Shoes, а песни «Can't Get Over», «Until I Die», «Because I Love You» также стали успешными за пределами Швеции.
Осенью 2010 года September приняла участие в шведском музыкальном шоу «Så mycket bättre», где представила свою танцевальную версию шведской рэп песни «Mikrofonkåt» исполнителя Petter, которая стала номером один в Швеции и удерживала такой результат 11 недель подряд. Участие в шоу принесло большой успех в родной стране, после которого певица оставит танцевальную September позади и сосредоточится на карьере внутри Швеции.
Последний англоязычный альбом Love CPR под именем September вышел в 2011 году и дебютировал с золотым статусом продаж на первом месте в Швеции, позже получив двойной платиновый статус. Синглы «Me & My Microphone» (англоязычная версия «Mikrofonkåt») и «Party in My Head» имели успех на американском радио, а «Something's Going On» стала самой заметной песней с альбома на российских радиостанциях.
В 2012 году певица выпускает первый на шведском языке альбом Inferno под своим именем Petra Marklund. Сингл «Händerna mot himlen» стал громким хитом в Швеции, имея на сегодняшний день 6 платиновых статусов.
В 2014 и 2015 году Петра Марклунд проводит музыкальную телепередачу Allsång på Skansen, которая проходит летом в Стокгольме.
В 2015 году выходит второй шведоязычный альбом Ensam inte stark.

## Детство
Родилась 12 сентября 1984 года Стокгольме, Швеция. Её мать — словенка, у которой однажды был музыкальный опыт участия в песенном конкурсе Словении, а отец — профессор космической физики.
Когда ей было 12 лет в 1996 году, она уже занималась музыкой и ходила в студию звукозаписи, а в 17 лет пела в рок-группе. Окончив школу, Петра заключила контракт с шведской звукозаписывающей компанией.

## 2003—2007:SeptemberиIn Orbit
В возрасте 18 лет 2 июня 2003 года September выпустила дебютный сингл «La La La (Never Give It Up)». Песня стала успешной в родной Швеции, достигнув 8-й строчки чарта, продержавшись 22 недели в рейтинге. В России сингл стал хитом, оказавшись на 4-м месте по количеству радиоротаций. Второй сингл «We Can Do It» вышел 3 ноября 2003 года и достиг 10 места в чарте и пробыл там 12 недель. На волне успеха синглов 11 февраля 2004 года вышел одноименный альбом September , дебютировав на 36 строчке альбомного чарта Швеции, проведя там 6 недель. Позже выходит последний сингл с альбома «September All Over», который достиг 8-о места и продержался в чарте 10 недель.
После небольшого затишья September переходит к лейблу CatchyTunes в 2005 году. Второй альбом In Orbit включает хиты «Satellites» и «Cry For You», которые разместились на пятом и первом местах соответственно в американском Billboard Hot Dance Airplay чарте.

## 2007—2009:Dancing Shoes
Песни «Can't Get Over», «Until I Die», «Because I Love You» с третьего альбома Dancing Shoes также стали международными хитами в карьере певицы.

## 2010—2012:Love CPR

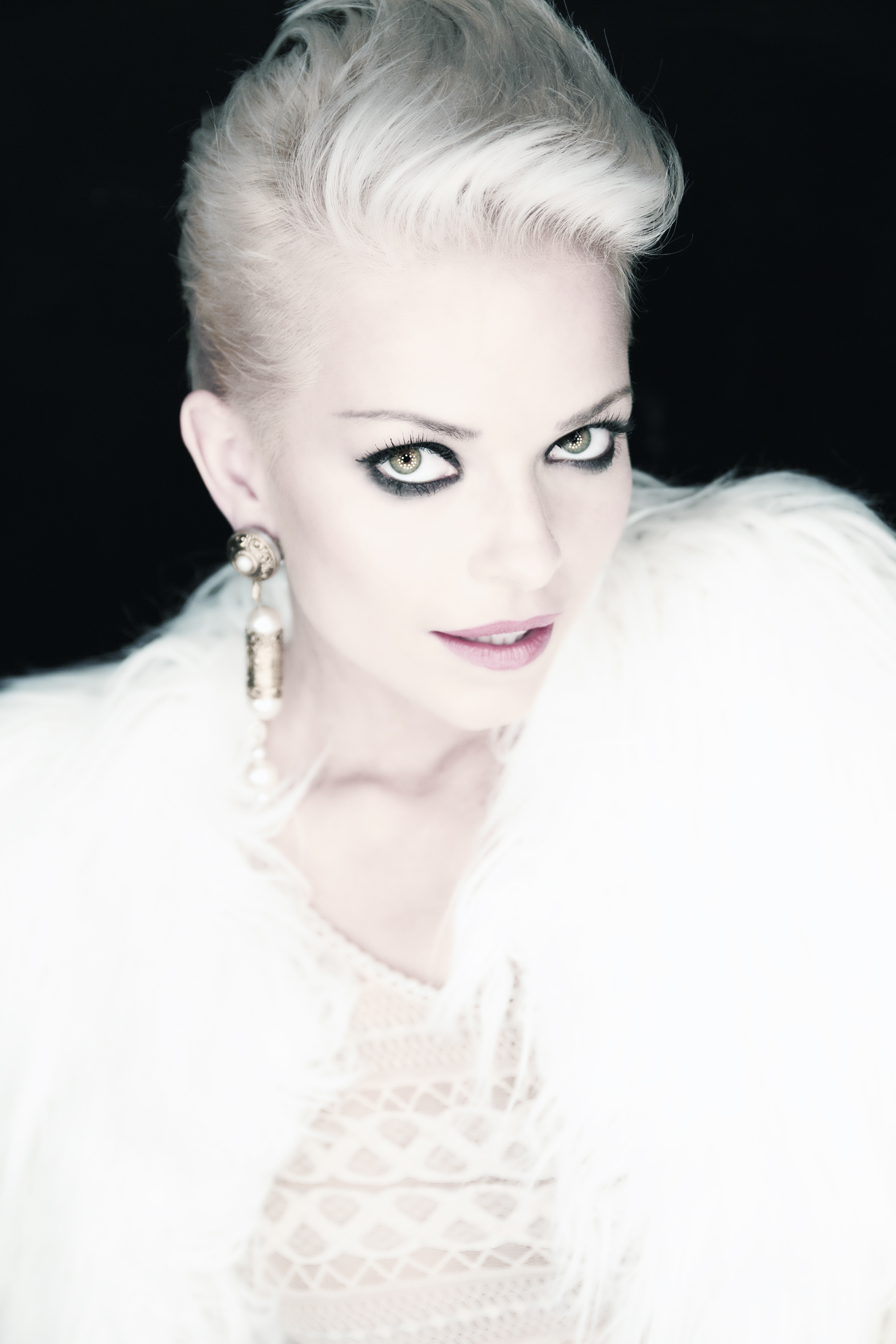
В 2010 году

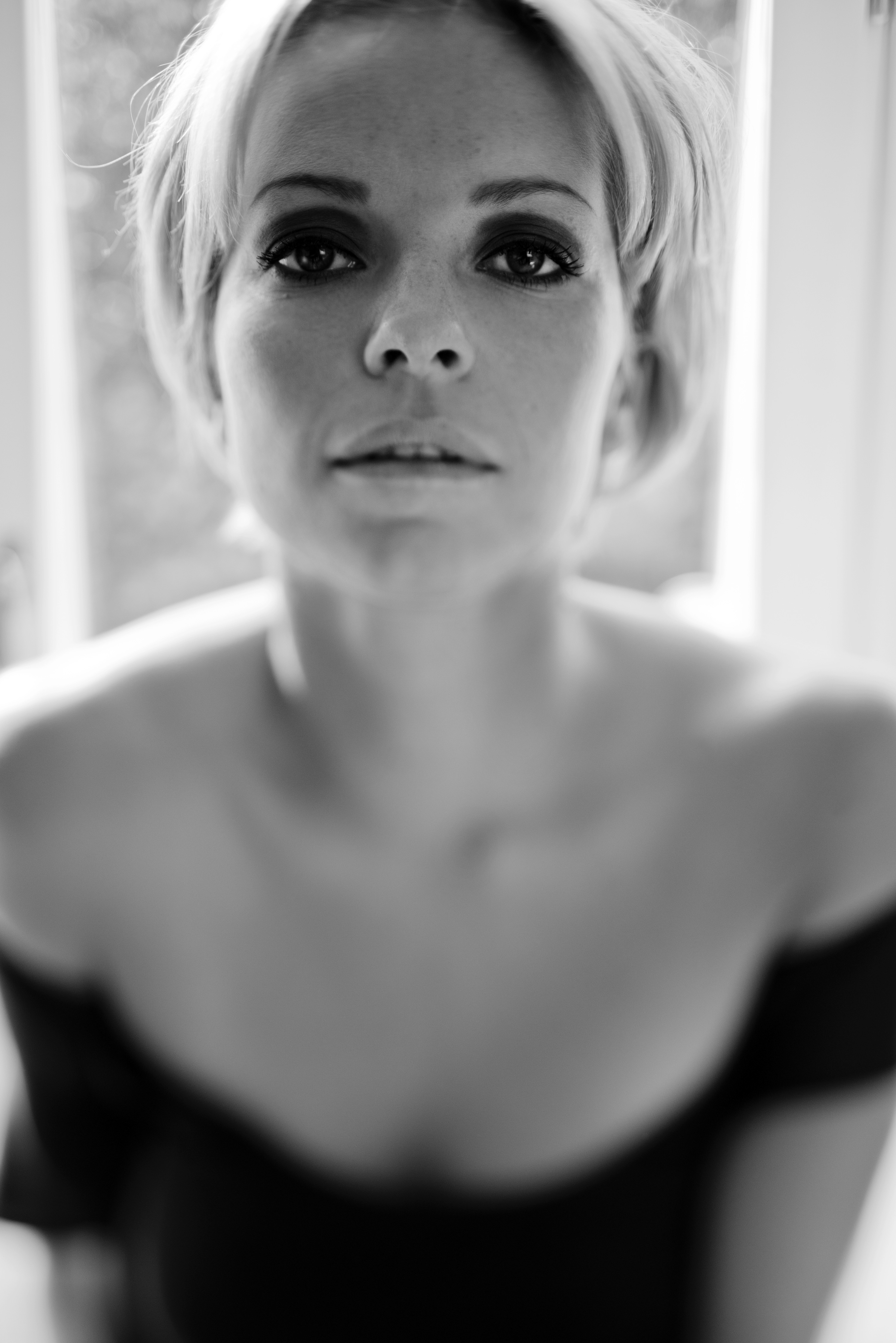
В 2012 году

В 2010 году September приняла участие в шведском музыкальном шоу «Så mycket bättre», где выступила со своей версией шведской песни «Mikrofonkåt» рэп исполнителя Petter, которая принесла успех September, став песней номер один в Швеции, удерживая такой результат 11 недель подряд.
Последний англоязычный альбом Love CPR под именем September вышел в 2011 году и дебютировал с золотым статусом продаж на первом месте в Швеции, позже получив двойной платиновый статус. Синглы «Me & My Microphone» (англоязычная версия «Mikrofonkåt») и «Party in My Head» имели успех на американском радио, а «Something's Going On» стала самой заметной песней с альбома на российских радиостанциях.

## 2012—настоящее:InfernoиEnsam inte stark
Летом 2012 года Петра сообщила, что выпускает свой первый альбом на шведском языке под своим именем Petra Marklund, дополнив, что не прощается с September. Первый сингл с альбома «Händerna mot himlen» на сегодняшний день имеет 6 платиновых статсов в Швеции. В октябре выходит и сам альбом Inferno, который оказывается на первом месте альбомного чарта Швеции, позже альбому был присвоен платиновый статус.
В 2014 году становится телеведущей музыкальной телепередачи Allsång på Skansen, которая проходит летом в Стокгольме. Петра Марклунд провела эту передачу и в 2015 году.
Осенью 2015 года вышел второй альбом Петры Марклунд Ensam inte stark.
В 2018 году песня «Cry For You» стала мемом, благодаря строчке «You'll never see me again» (рус. Ты меня никогда не увидишь), которая подходит под различные ситуации.

## Личная жизнь
Как известно, Петра состоит в отношениях. В 2016 году родила первого ребёнка, а в 2018 году — второго.

## Дискография
| Год  | Название                | Позиция в чарте | Позиция в чарте | Позиция в чарте | Позиция в чарте | Позиция в чарте | Примечания |
| Год  | Название                | SWE             | FIN             | UK              | POL             | CZ              | Примечания |
| ---- | ----------------------- | --------------- | --------------- | --------------- | --------------- | --------------- | --- |
| 2000 | Teen Queen              | —               | —               | —               | —               | —               | Дебютный альбом под именем Petra Marklund                                                                         |
| 2004 | September               | 36              | —               | —               | —               | —               | Дебютный альбом под именем September                                                                              |
| 2005 | In Orbit                | 17              | 36              | —               | 10              | —               | 2-й студийный альбом под именем September                                                                         |
| 2007 | Dancing Shoes           | 12              | —               | —               | 19              | 33              | 3-й студийный альбом под именем September                                                                         |
| 2008 | September               | —               | —               | —               | —               | —               | Сборник для Канады, Австралии и США, включающий песни второго и третьего студийных альбомов.                      |
| 2008 | Dancing in Orbit        | —               | —               | —               | —               | —               | Сборник для Нидерландов и Бельгии                                                                                 |
| 2009 | Cry For You — The Album | —               | —               | TBR             | —               | —               | Сборник для Великобритании, включающий новые версии песен с предыдущих альбомов. Вышел только в цифровом формате. |
| 2011 | Love CPR                | 1               | 26              | —               | 26              | 33              | 4-й студийный альбом. Швеция: дважды платиновый                                                                   |
| 2012 | Inferno                 | 1               |                 | —               | —               | —               | Альбом на шведском языке                                                                                          |
| 2015 | Ensam inte stark        | 11              |                 |                 |                 |                 | |
| 2021 | Frimärken               |                 |                 |                 |                 |                 | |

### Синглы
| Год          | Название                           | Альбом        | Позиция в Чарте | Позиция в Чарте | Позиция в Чарте | Позиция в Чарте | Позиция в Чарте | Позиция в Чарте | Позиция в Чарте | Позиция в Чарте | Позиция в Чарте | Позиция в Чарте | Позиция в Чарте | Позиция в Чарте | Позиция в Чарте | Позиция в Чарте | Позиция в Чарте | Позиция в Чарте | Позиция в Чарте | Позиция в Чарте | Позиция в Чарте | Позиция в Чарте | Позиция в Чарте | Позиция в Чарте | Позиция в Чарте | Позиция в Чарте    | Позиция в Чарте |
| Год          | Название                           | Альбом        | SWE             | FIN             | SPA             | UK              | U.S. Dance      | CAN             | ROM             | ISR             | RUS             | POL             | EST             | LV              | NL              | IRL             | DK              | CZ              | SVK             | BUL             | FRA             | GER             | AUT             | SUI             | AUS             | Австралия US Dance | NZ              |
| ------------ | ---------------------------------- | ------------- | --------------- | --------------- | --------------- | --------------- | --------------- | --------------- | --------------- | --------------- | --------------- | --------------- | --------------- | --------------- | --------------- | --------------- | --------------- | --------------- | --------------- | --------------- | --------------- | --------------- | --------------- | --------------- | --------------- | ------------------ | --------------- |
| 2003         | «La La La (Never Give It Up)»      | September     | 8               | —               | —               | —               | —               | —               | 7               | —               | 4               | —               | —               | —               | —               | —               | —               | —               | —               | —               | —               | —               | —               | —               | —               | —                  | —               |
| 2003         | «We Can Do It »                    | September     | 10              | —               | —               | —               | —               | —               | 70              | —               | —               | —               | —               | —               | —               | —               | —               | —               | —               | —               | —               | —               | —               | —               | —               | —                  | —               |
| 2004         | «September All Over»               | September     | 8               | —               | —               | —               | —               | —               | 14              | —               | —               | —               | —               | —               | —               | —               | —               | —               | —               | —               | —               | —               | —               | —               | —               | —                  | —               |
| 2005         | «Satellites»                       | In Orbit      | 4               | 18              | 1               | 96              | 8               | —               | 5               | 3               | 13              | 3               | —               | —               | —               | —               | —               | —               | —               | —               | —               | —               | —               | —               | —               | —                  | —               |
| 2005         | «Looking for Love»                 | In Orbit      | 17              | —               | 15              | —               | —               | —               | 73              | 3               | 89              | 2               | —               | —               | —               | —               | —               | —               | —               | —               | —               | —               | —               | —               | —               | —                  | —               |
| 2006         | «Flowers on the Grave»             | In Orbit      | —               | —               | —               | —               | —               | —               | —               | —               | —               | —               | —               | —               | —               | —               | —               | —               | —               | —               | —               | —               | —               | —               | —               | —                  | —               |
| 2006         | «It Doesn't Matter»                | In Orbit      | —               | —               | —               | —               | —               | —               | 66              | —               | 121             | 20              | —               | —               | —               | —               | —               | —               | —               | —               | —               | —               | —               | —               | —               | —                  | —               |
| 2006         | «Cry for You»                      | In Orbit      | 6               | 13              | 30              | 5               | 1               | 33              | 10              | 7               | 7               | 5               | 2               | 9               | 4               | 8               | 10              | 1               | 6               | 14              | 6               | 11              | 7               | 6               | 14              | 2                  | 39              |
| 2007         | «Can't Get Over»                   | Dancing Shoes | 5               | 10              | 6               | 14              | 12              | —               | 28              | —               | 60              | 7               | —               | —               | 28              | 38              | —               | 2               | 6               | —               | —               | —               | —               | —               | 41              | 4                  | —               |
| 2007         | «Until I Die»                      | Dancing Shoes | 5               | 6               | 20              | —               | —               | —               | 29              | —               | —               | 6               | —               | —               | 91              | —               | —               | 30              | 25              | —               | —               | —               | —               | —               | —               | —                  | —               |
| 2008         | «Because I Love You»               | Dancing Shoes | 43              | —               | 37              | —               | —               | —               | —               | —               | —               | 43              | —               | —               | —               | —               | —               | 73              | 15              | 14              | —               | —               | —               | —               | —               | —                  | —               |
| 2009         | «Leave It All Behind»              | —             | —               | —               | —               | —               | —               | —               | —               | —               | —               | —               | —               | —               | —               | —               | —               | —               | —               | —               | —               | —               | —               | —               | —               | —                  | —               |
| 2010         | «Resuscitate Me»                   | «Love CPR»    | 45              | —               | —               | —               | —               | —               | —               | —               | —               | —               | —               | —               | —               | —               | —               | —               | —               | —               | —               | —               | —               | —               | —               | —                  | —               |
| 2011         | «Mikrofonkåt (Me & My Microphone)» | «Love CPR»    | 1               | —               | —               | —               | —               | —               | —               | —               | —               | —               | —               | —               | —               | —               | —               | —               | —               | —               | —               | —               | —               | —               | —               | —                  | —               |
| 2011         | «Party In My Head»                 | «Love CPR»    | 32              | —               | —               | —               | —               | —               | —               | —               | —               | —               | —               | —               | —               | —               | —               | —               | —               | —               | —               | —               | —               | —               | —               | —                  | —               |
| Nº1 hits     | Nº1 hits                           | Nº1 hits      | —               | —               | 1               | —               | 1               | —               | —               | —               | —               | —               | —               | —               | —               | —               | —               | 1               | —               | —               | —               | —               | —               | —               | —               | —                  | —               |
| Топ 10 Хитов | Топ 10 Хитов                       | Топ 10 Хитов  | 7               | 2               | 2               | 1               | 2               | —               | 3               | 3               | 2               | 5               | 1               | 1               | 1               | 1               | 1               | 2               | 2               | —               | 1               | —               | 1               | 1               | —               | 2                  | —               |